# Municipio de Wilson (condado de Adair)
El municipio de Wilson (en inglés: Wilson Township) es un municipio ubicado en el condado de Adair en el estado estadounidense de Misuri. En el año 2010 tenía una población de 503 habitantes y una densidad poblacional de 3,59 personas por km².

## Geografía
El municipio de Wilson se encuentra ubicado en las coordenadas 40°4′35″N 92°25′26″O / 40.07639, -92.42389. Según la Oficina del Censo de los Estados Unidos, el municipio tiene una superficie total de 140.28 km², de la cual 140,23 km² corresponden a tierra firme y (0,03 %) 0,05 km² es agua.

## Demografía
Según el censo de 2010, había 503 personas residiendo en el municipio de Wilson. La densidad de población era de 3,59 hab./km². De los 503 habitantes, el municipio de Wilson estaba compuesto por el 93,44 % blancos, el 0,4 % eran afroamericanos, el 2,78 % eran amerindios, el 1,79 % eran asiáticos y el 1,59 % eran de una mezcla de razas. Del total de la población el 0,8 % eran hispanos o latinos de cualquier raza.